# کلی رایلی
کلی رایلی (به انگلیسی: Kelly Reilly) (زاده ۱۸ ژوئیه ۱۹۷۷) بازیگر انگلیسی است.
از فیلم‌های معروف او می‌توان به بازی در شرلوک هولمز، شرلوک هلمز: بازی سایه‌ها و دریاچه بهشت، پرواز، عروسک‌های روسی، پازل چینی، شلیک مرگ، آخرین سفارش‌ها، فصل دوم سریال کارآگاهان حقیقی یلو استون اشاره کرد.